# Valsalabroso
Valsalabroso település Spanyolországban, Salamanca tartományban. Valsalabroso Valderrodrigo, Cabeza del Caballo, La Peña, La Vídola, Villar de Samaniego és Barceo községekkel határos. Lakosainak száma 119 fő (2024).

## Népesség
A település népessége az elmúlt években az alábbi módon változott:
| Lakosok száma | 227  | 194  | 183  | 173  | 160  | 150  | 153  | 145  | 125  | 119  |
|               | 2001 | 2004 | 2007 | 2009 | 2012 | 2014 | 2017 | 2019 | 2022 | 2024 |